# Chesb
Chesb (persiska: چسب, چَسب, چاسپ) är en ort i Iran.   Den ligger i provinsen Zanjan, i den nordvästra delen av landet, 300 km väster om huvudstaden Teheran. Chesb ligger 1 605 meter över havet och antalet invånare är 508.
Terrängen runt Chesb är kuperad österut, men västerut är den platt. Runt Chesb är det ganska glesbefolkat, med 34 invånare per kvadratkilometer. Närmaste större samhälle är Ḩalab, 14,7 km nordväst om Chesb. Trakten runt Chesb består i huvudsak av gräsmarker.